# Pericartiellus durieui
Pericartiellus durieui é uma espécie de insetos coleópteros polífagos pertencente à família Nanophyidae.
A autoridade científica da espécie é Lucas, tendo sido descrita no ano de 1846.
Trata-se de uma espécie presente no território português.